# 長野美香
長野 美香（ながの みか、1983年12月29日 - ）は、日本の女性総合格闘家、元プロレスラー。モデルとして活躍した時期もある（後述）。岐阜県出身。

## 来歴
小学4年の時にレスリングを始め、中学・高校でもレスリングを続け、高校時には全国2位となった。レスリングの名門・中京女子大学に進学後、2002年4月に行なわれたジャパンクイーンズカップに出場し、55kg級で4位となった（優勝は大学の1年先輩である吉田沙保里）。2004年にも51kg級で4位となったが、3年で大学を中退しレスリングから離れた。大学の同期に＼(^o^)／チエがいた。
2005年に上京し、モデル事務所に所属してタレント活動を行なうが、ある日取材で訪れたS-KEEPで総合格闘技の魅力に取りつかれそのまま入門。
2006年5月3日に藪下めぐみとのエキシビションマッチでスマックガールに初出場。翌2007年3月11日にグラップリングマッチを行ったあと、同年12月26日の後楽園ホール大会で総合格闘技デビューを果たすが、相手はいきなり藤井惠で、1分20秒で三角絞めで絞め落とされる。しかし翌2008年4月25日、前年のグラップリングマッチで敗北した小寺麻美に2-1の判定で雪辱し総合初勝利を飾った。
2008年9月25日発売の『サブラ』11月号にて水着グラビアデビューを果たした。
2008年8月31日、Giグラップリング2008 QUEEN TOURNAMENTエキスパート52.0kg以下級に出場。準決勝で内藤晶子にポイント勝ちするも、決勝で阿部恭子にポイント負けを喫し準優勝となった。
2008年11月16日、JEWELS 旗揚げ戦のメインイベントで石岡沙織と対戦し、0-3の判定負けを喫した。
2009年4月19日、JEWELSのアマプロ大会「ROUGH STONE 1st RING」のメインイベントで湯浅麗歌子とグラップリングルールで対戦し、0-12でポイント負け。
2009年8月23日、アイスリボン後楽園ホール大会にてプロレスデビュー。風香、志田光と組んで6人タッグに出場した。
2009年9月4日発売の『FRIDAY』にてセミヌードを披露した。
2009年9月13日、JEWELS 5th RINGのROUGH STONE GP 2009 -54kg級 1回戦で富田里奈と対戦し、腕ひしぎ十字固めで一本勝ち。12月11日、決勝で鹿児島陽子に腕ひしぎ十字固めで一本勝ちし、優勝を果たした。
2009年12月20日、「ジュエルス1周年記念パーティ&表彰式」が開催され、技能賞を受賞した。
2010年5月23日、JEWELS 8th RINGでセリーナと対戦し、0-3の判定負け。
2010年7月31日、JEWELS 9th RINGのJEWELS初代ライト級（-52kg）女王決定トーナメント1回戦でセリーナと再戦し、腕ひしぎ十字固めで一本勝ちを収めた。
2010年9月7日、女子プロレス新団体「スターダム」の設立発表会見に出席し、2011年からプロレス活動を再開することになった。
2010年12月17日、JEWELS 11th RINGのJEWELS初代ライト級（-52kg）女王決定トーナメント準決勝でハム・ソヒと対戦し、1-2の判定負けを喫した。
2013年3月31日、GLADIATOR52、岐阜産業会館大会において、地元の岐阜県で初の凱旋試合。西口プロレスのアントニオ小猪木とエキシビションを行った。
2013年11月4日、DEEP JEWELS 2の第2代DEEP JEWELSライト級（-52kg）王座決定GP1回戦で富松恵美と対戦し、0-3の判定負け。
2013年12月28日、現役引退を表明。2014年2月16日のDEEP JEWELS 3にて石岡沙織相手に引退エキシビションを行う予定であったが妊娠のため中止となり、代わりに引退セレモニーを行った。なお、最終的には流産となったことが報道で判明した。
2015年4月18日、第一子男児を出産。

### 現役復帰
2016年3月27日、鹿児島・奄美体験交流館にて開催された『DEEP奄美大島大会 すっとごれ!!!』でグラップリングルールのエキシビジョンマッチに出場（岡本圭世戦）。
6月5日、東京・新宿FACEで開催されたDEEP JEWELS 12ではグラップリングルールで向奈都美と対戦。続く8月27日のDEEP JEWELS 13で正式に総合格闘技に復帰して藤森祥子と対戦し、腕ひしぎ十字固めで逆転勝利を収めた。
2018年12月31日、RIZIN.14で山本美憂と対戦し、判定負けを喫した。

## 戦績

### 総合格闘技
| 総合格闘技 戦績 | 総合格闘技 戦績 | 総合格闘技 戦績 | 総合格闘技 戦績 | 総合格闘技 戦績 | 総合格闘技 戦績 | 総合格闘技 戦績 |
| --------------- | --------------- | --------------- | --------------- | --------------- | --------------- | --------------- |
| 31 試合         | (T)KO           | 一本            | 判定            | その他          | 引き分け        | 無効試合        |
| 17 勝           | 0               | 14              | 3               | 0               | 1               | 0               |
| 13 敗           | 1               | 1               | 11              | 0               | 1               | 0               |

| 勝敗 | 対戦相手                 | 試合結果                   | 大会名                                                             | 開催年月日     |
| ×    | 松田亜莉紗               | 5分2R終了 判定0-3          | DEEP JEWELS 39                                                     | 2022年11月23日 |
| ○    | ケイト・ロータス         | 2R 0:57 フロントチョーク   | DEEP JEWELS 37                                                     | 2022年5月8日   |
| ×    | 本野美樹                 | 5分2R終了 判定0-3          | DEEP JEWELS 24                                                     | 2019年6月9日   |
| ×    | 山本美憂                 | 5分3R終了 判定0-3          | RIZIN.14                                                           | 2018年12月31日 |
| △    | ターニャ・ホフマン       | 5分2R終了 判定0-1          | DEEP JEWELS 22                                                     | 2018年12月1日  |
| ○    | ジェット・イズミ         | 1R 4:02 腕ひしぎ十字固め   | DEEP JEWELS 21                                                     | 2018年9月16日  |
| ×    | ムンフゲレル・バヤルマー | 5分3R終了 判定0-3          | MGL-1 Fighting Champion                                            | 2016年9月24日  |
| ○    | 藤森祥子                 | 3R 2:34 腕ひしぎ十字固め   | DEEP 77 IMPACT ＆ DEEP JEWELS 13                                   | 2016年8月27日  |
| ×    | 富松恵美                 | 5分2R終了 判定0-3          | DEEP JEWELS 2 【第2代DEEP JEWELSライト級王座決定GP1回戦】          | 2013年11月4日  |
| ○    | ベティコ                 | 1R 2:24 腕ひしぎ十字固め   | DEEP JEWELS～旗揚げ戦～                                            | 2013年8月31日  |
| ○    | 梅原拓未                 | 1R 1:42 チョークスリーパー | JEWELS 24th RING                                                   | 2013年5月25日  |
| ○    | 富松恵美                 | 5分2R終了 判定3-0          | JEWELS 23rd RING                                                   | 2013年3月30日  |
| ○    | 富田里奈                 | 1R 2:12 腕ひしぎ十字固め   | JEWELS 22nd RING                                                   | 2012年12月15日 |
| ×    | アレックス・チャンバース | 1R 0:42 TKO                | Brace For War 17: Brace Girls                                      | 2012年10月27日 |
| ○    | 前澤智                   | 2R 3:37 腕ひしぎ十字固め   | JEWELS 21st RING                                                   | 2012年9月22日  |
| ○    | anna                     | 1R 1:50 腕ひしぎ十字固め   | JEWELS 19th RING                                                   | 2012年5月26日  |
| ×    | 藤野恵実                 | 5分2R終了 判定0-3          | JEWELS 18th RING                                                   | 2012年3月3日   |
| ×    | V.V Mei                  | 5分2R終了 判定1-2          | JEWELS 17th RING                                                   | 2011年12月17日 |
| ×    | 藤井惠                   | 5分2R終了 判定0-3          | JEWELS 15th RING                                                   | 2011年7月9日   |
| ○    | 村田恵実                 | 1R 1:40 腕ひしぎ十字固め   | JEWELS 14th RING                                                   | 2011年5月14日  |
| ×    | ハム・ソヒ               | 5分2R終了 判定1-2          | JEWELS 11th RING 【JEWELS初代ライト級女王決定トーナメント 準決勝】 | 2010年12月17日 |
| ○    | セリーナ                 | 1R 2:52 腕ひしぎ十字固め   | JEWELS 9th RING 【JEWELS初代ライト級女王決定トーナメント 1回戦】   | 2010年7月31日  |
| ×    | セリーナ                 | 5分2R終了 判定0-3          | JEWELS 8th RING                                                    | 2010年5月23日  |
| ○    | 市井舞                   | 5分2R終了 判定3-0          | JEWELS 7th RING                                                    | 2010年3月19日  |
| ○    | 鹿児島陽子               | 2R 3:56 腕ひしぎ十字固め   | JEWELS 6th RING 【ROUGH STONE GP 2009 -54kg級 決勝】               | 2009年12月11日 |
| ○    | 富田里奈                 | 1R 2:25 腕ひしぎ十字固め   | JEWELS 5th RING 【ROUGH STONE GP 2009 -54kg級 1回戦】              | 2009年9月13日  |
| ○    | 富田里奈                 | 2R 0:35 腕ひしぎ十字固め   | JEWELS 4th RING                                                    | 2009年7月11日  |
| ○    | 深岬パトラ               | 1R 2:10 腕ひしぎ十字固め   | JEWELS 3rd RING                                                    | 2009年5月16日  |
| ×    | 石岡沙織                 | 5分2R終了 判定0-3          | JEWELS 旗揚げ戦                                                    | 2008年11月16日 |
| ○    | 小寺麻美                 | 5分2R終了 判定2-1          | SMACKGIRL WORLD ReMix TOURNAMENT 2008 準決勝                       | 2008年4月25日  |
| ×    | 藤井惠                   | 1R 1:20 三角絞め           | SMACKGIRL 7th ANNIVERSARY 〜Starting Over〜                        | 2007年12月26日 |

### グラップリング
| 勝敗 | 対戦相手   | 試合結果                 | 大会名 | 開催年月日    |
| ×    | 齋藤裕子   | 3分2R終了 判定0-3        | DEEP JEWELS 18 | 2017年12月3日 |
| ×    | 向奈都美   | 4分2R終了 判定1-2        | DEEP JEWELS 12 | 2016年6月5日  |
| ×    | 湯浅麗歌子 | 6分終了 ポイント0-12     | ROUGH STONE 1st RING 【グラップリングトーナメント エキスパート 決勝】                                                                       | 2009年4月19日 |
| ×    | 阿部恭子   | ポイント0-14             | Giグラップリング2008 【Giグラップリング2008 QUEEN TOURNAMENT エキスパート 52.0kg以下級 決勝】                                               | 2008年8月31日 |
| ○    | 内藤晶子   | ポイント4-0              | Giグラップリング2008 【Giグラップリング2008 QUEEN TOURNAMENT エキスパート 52.0kg以下級 準決勝】                                             | 2008年8月31日 |
| ○    | MIYOKO     | 3分2R終了 判定           | 格闘王国ミニLIVE in サマフェス!! '08 | 2008年8月6日  |
| ○    | SACHI      | 4分2R終了 ポイント14-0   | DEEP X 03 | 2008年7月5日  |
| ×    | 山崎裕子   | 不戦敗                   | SMACKGIRL GRAPPRING QUEEN TOURNAMENT 2007 【ライト級 1回戦】                                                                                | 2007年9月24日 |
| ○    | 牛塚愛子   | 2R 3:44 腕ひしぎ十字固め | サマフェス!! '07 【Giグラップリング公式ルール】                                                                                             | 2007年7月26日 |
| ×    | 船越あゆみ | 4分2R終了 ポイント10-9   | SMACKGIRL-F 2007 〜The Next Cinderella Tournament 2007 2nd Stage〜 【SMACKGIRL GRAPPLING PRINCESS LEAGUE 03 ライト級4人トーナメント 1回戦】 | 2007年5月19日 |
| ×    | 茂木康子   | 2R 3:48 腕ひしぎ十字固め | SMACKGIRL 2007 〜絶対女王は大正浪漫を舞ひ奏で〜 【グラップリング1DAYトーナメント 決勝】                                                     | 2007年4月28日 |
| ○    | 山口敦子   | 4分2R終了 ポイント5-4    | SMACKGIRL 2007 〜絶対女王は大正浪漫を舞ひ奏で〜 【グラップリング1DAYトーナメント 1回戦】                                                    | 2007年4月28日 |
| ×    | 小寺麻美   | 1R 1:35 腕ひしぎ十字固め | SMACKGIRL-F 2007 〜The Next Cinderella Tournament 2007 開幕戦〜 【SMACKGIRL GRAPPLING PRINCESS LEAGUE 02 ライト級4人トーナメント 1回戦】    | 2007年3月11日 |

## 獲得タイトル
- JEWELS ROUGH STONE GP 2009 -54kg級 優勝

## 表彰
- JEWELS 技能賞（2009年）